# Парад планет (фільм)
«Парад планет» (рос. Парад планет) — радянський художній фільм 1984 року режисера Вадима Абдрашитова за сценарієм Олександра Міндадзе.

## Сюжет
Події фільму відбуваються в СРСР в 1984 році. Шестеро сорокарічних чоловіків відірвані від звичайного життя призовом на військові збори резервістів, останнім в їхньому віці. Вони представляють зріз соціуму СРСР того часу: вчений-астроном, м'ясник з магазину, робітник заводу, вантажник, архітектор, водій тролейбуса (обраний народним депутатом). Деякі з них знайомі по попереднім «партизанським» зборам і дружать між собою, але, як зізнаються самі, в цивільному житті зустрічаються дуже рідко, через рутинну працю, яка поглинає вільний час побут і, загалом, мають різні життєві інтереси і цінності. Під час військових навчань їх артилерійська батарея, успішно виконавши завдання, виявилася «знищена» противником, і герої за наказом командування як би вмирають. Таким чином, до кінця зборів у них залишається в запасі ще кілька днів. Пропустивши на станції поїзд до міста, герої, ставши «духами з того світу», вирішують все ж дограти «у війнушку», дістатися до села Гуськова — їх кінцевого пункту військових навчань — і провести час на природі, далеко від цивілізації.
Покинувши навчальне поле бою, чоловіки починають трансцендентальну подорож: потрапляють в місто, населене одними гарними, самотніми жінками. Відпливаючи через річку від цієї спокуси, загін проводить ніч на острові і, прихопивши з собою туриста Хіміка, опиняються в Будинку для людей похилого віку, де помилково завгоспом приймаються за бригаду ремонтників з Ремстройконтори.
У Будинку для людей похилого віку недоумкувата старенька сприймає Германа Костіна (героя Олега Борисова) за зниклого під час війни свого сина Федю. Волею обставин, що склалися Герман-Федя був змушений протягом декількох годин «грати» цю роль, під час якої сам для себе підсумовує не дуже приємні віхи свого життя. Пізно ввечері сімка мандрівників з усіма старими мешканцями намагається «спостерігати» загадковий парад планет.
Заночувавши у відкритому полі біля села Гуськова, промандрувавши пішки весь шлях до міста, «команда» чоловіків розлучається, розуміючи, що більше «чоловічих ігор» — військових зборів і навчань — не буде, що поставлена остання крапка в їхній молодості, що проходить, і, швидше за все, вони більше не зустрінуться. Як планети з різними орбітами, вони лише на якусь мить зустрілися і вишикувалися в «парад планет», щоб розлетітися вже назавжди…

## У ролях
- Олег Борисов —  Герман Іванович Костін, астрофізик, старший лейтенант запасу
- Лілія Гриценко —  Анна Василівна, «мати» Костіна
- Олексій Жарков —  Руслан Слонов, «Слон», вантажник
- Петро Зайченко —  Іван Пухов, «Крокодилич», робітник, сержант запасу
- Сергій Никоненко —  Василь Сергійович Афонін, народний депутат, водій тролейбуса і військової вантажівки
- Олександр Пашутін —  Спіркін, архітектор
- Борис Романов —  Хімік-органік
- Сергій Шакуров —  Султан, м'ясник з гастроному
- Володимир Кашпур —  завгосп Будинку для літніх людей
- Анжеліка Неволіна —  Наташа, подруга Костіна
- Олена Майорова —  подруга Слонова
- Марина Шиманська —  подруга Афоніна
- Світлана Євстратова —  подруга Спіркіна
- Лідія Єжевська —  подруга Пухова
- Тетяна Кочемасова —  дівчина Султана
- Галина Шостко —  Наталія Сергіївна
- Борис Сморчков —  капітан-артилерист
- Лілія Макєєва —  знайома Костіна
- Алехень Нігату —  астроном

## Знімальна група
- Автор сценарію: Олександр Міндадзе
- Режисер-постановник: Вадим Абдрашитов
- Оператор-постановник: Володимир Шевцик
- Художник-постановник: Олександр Толкачов
- Композитор: В'ячеслав Ганелін